# Бунт
Бунт (від пол. Bunt, від нім. Bund — з'єднання, союз, зв'язка), ро́зрух, розм. ворохо́бня — масовий прояв непокори проти встановленого порядку й влади, що виражається у фізичній та, іноді, кривавій формі. Візуальна або вербальна демонстрація непокори без застосування фізичної сили — бунтарство, як, наприклад, епатажна поведінка митців андеграунду.
Особа, яка бере участь у бунті — бунтівник.

## Трактування терміна
Крім того, бунт має й інші значення. Наприклад, є таке поняття як цивільний бунт, запропоноване Інститутом Альберта Ейнштейна.
Ненасильницький бунт — цивільний бунт, що охоплює загальне заперечення законності даного режиму, масові страйки, великі демонстрації, припинення економічної активності, загальна відмова від політичної співпраці. Відмова від політичного співробітництва може охоплювати акції державних службовців та непокору армії і поліції. На завершальних етапах, зазвичай створюється паралельний уряд. У разі успіху шляхом громадянського бунту можна домогтися повалення чинного режиму протягом декількох днів або тижнів, на відміну від тривалої боротьби, яка може затягнутися на місяці й роки. В результаті громадянського бунту повалені лідери зазвичай бувають змушені залишити країну.
Насильницький бунт- це радикальні дії проти влади чи режиму . Бої з поліцією і армією ,захопленя держвних установ і військових об'єктів. Збройний виступ проти чинної влади. Може нести за собою підпали, мародерство, грабіжі і вандалізм , вбивства . В давні часи ще конокрадство.
Війсковий бунт-це невиконання наказів старшого складу чи влади , Може бути збройний виступ.
Корабельний бунт- це повстаня матросів проти капітана і вищого складу.